# Carl Borgstrøm
Carl Hjalmar Borgstrøm (1909 – 1986) fou un professor europeu de lingüística indoeuropea que va fer aportacions significatives a l'estudi científic del gaèlic escocès i del gaèlic irlandès. Era fill del compositor Hjalmar Borgström i de Harriet Amalie Müller. Llicenciat el 1928, va fer estudis comparatius lingüística indoeuropea, índia i cèltica. De 1932 a 1935 va ser professor de filologia comparada al Trinity College (Dublín). De 1936 a 1937 va ser professor adjunt de l'Índia a la Universitat d'Ankara. Va ser professor de lingüística a la Universitat de Lund el 1945, i professor de lingüística diacrònica a la Universitat d'Oslo de 1947 a 1986.

## Obres
- (1937) The dialect of Barra in the Outer Hebrides Norsk Tidsskrift for Sprogvidenskap 8
- (1940) A linguistic survey of the Gaelic dialects of Scotland. The dialects of the Outer Hebrides Oslo University Press
- (1941) A linguistic survey of the Gaelic dialects of Scotland. The dialects of Skye and Ross-shire Oslo University Press
- (1958) Innføring i sprogvidenskap